# Max Burkholder
 (décembre 2018).
Si vous disposez d'ouvrages ou d'articles de référence ou si vous connaissez des sites web de qualité traitant du thème abordé ici, merci de compléter l'article en donnant les références utiles à sa vérifiabilité et en les liant à la section « Notes et références ».
Max Henry Wolf Burkholder, né le 1er novembre 1997 à Los Angeles en Californie est un acteur américain. 
Il est connu pour son rôle de Max Braverman dans le drame télévisé de la NBC, Parenthood. Auparavant, il était connu comme acteur de voix pour ses rôles de Chomper dans The Land Before Time, Roo dans My Friends Tigger & Pooh et World dans le téléfilm Destination: Imagination (en). En 2013, il est apparu dans The Purge. Il est actuellement membre du compte de comédie Instagram Max 'n' the Jakey Boys.

## Biographie

### Enfance et formation

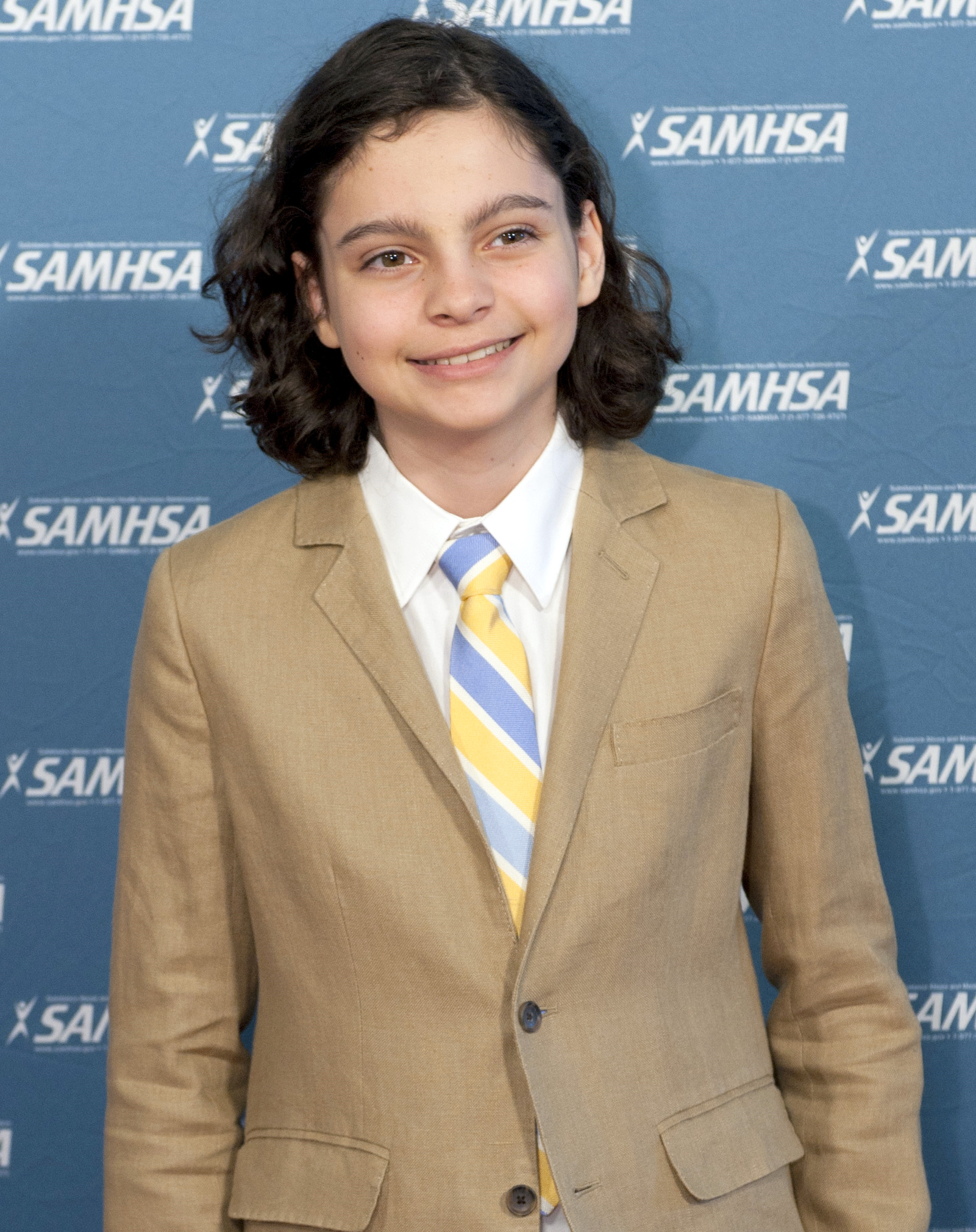
Max Burkholder en 2011.

Ses parents sont d'anciens acteurs. Il a fréquenté l'école Campbell Hall School à Los Angeles. Il a été accepté à l'université de Harvard en tant que membre de la promotion de 2021. Il a commencé sa carrière théâtrale en apparaissant dans la première production de Columbinus à Harvard. Le spectacle a été considéré comme bon, particulièrement pour son interprétation du rôle Dylan Loner.

### Carrière

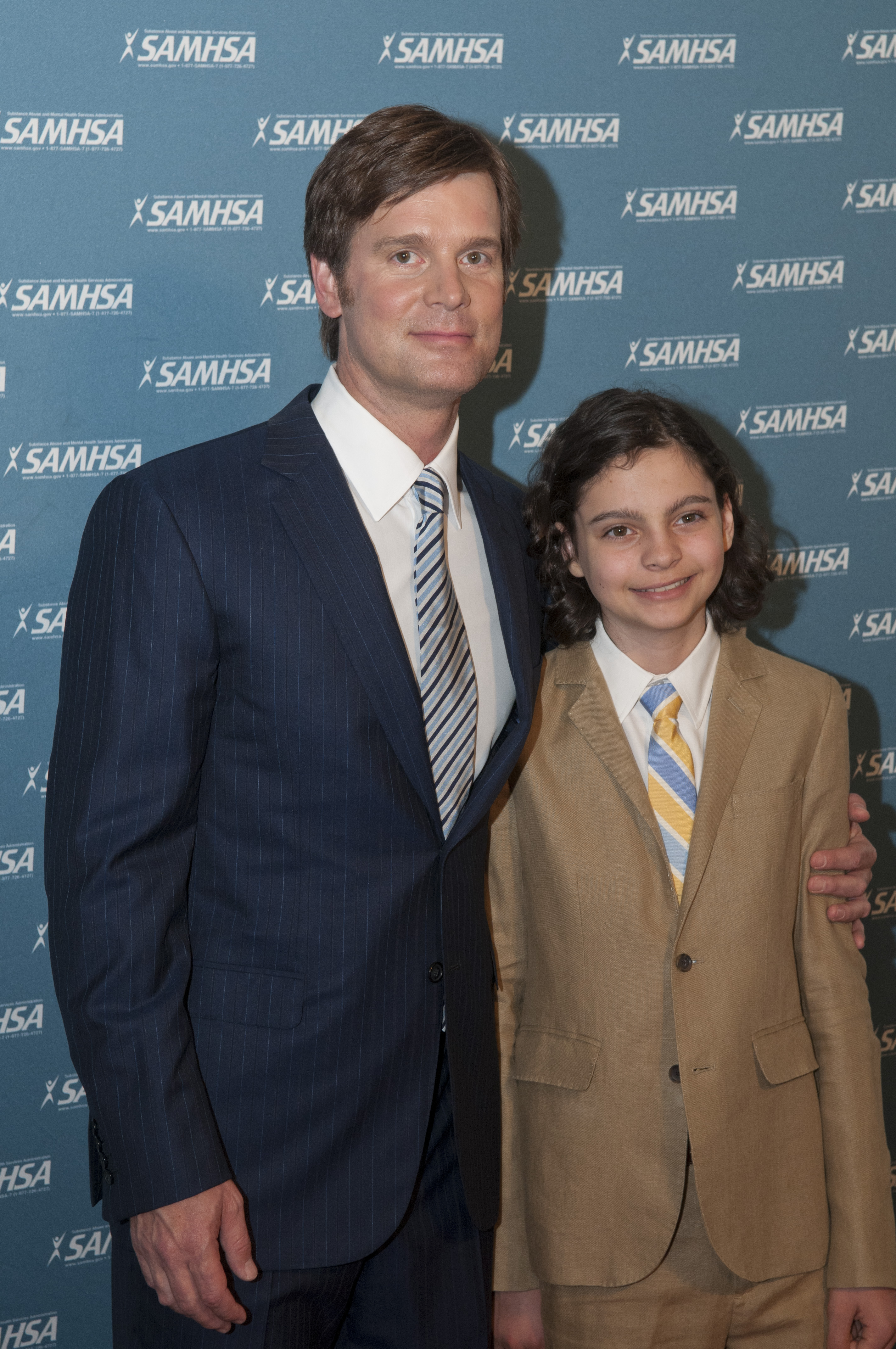
Peter Krause avec Max Burkholder en 2011 dans Parenthood.

Il apparaît dans l'épisode Death Pool 100 de Les Experts : Miami et dans un épisode de Les Experts : Manhattan. En outre, il interprète Billy dans un épisode de La Vie de palace de Zack et Cody sur Disney Channel. Il est la voix de Samsquatch dans Random! Cartoons. Il figure dans les séries télévisées In Treatment et Love for Rent. Il joue le rôle de Duncan dans l'épisode de Grey's Anatomy Brave New World. Il joue aussi un enfant dans un aéroport dans la série télévisée Newport Beach.
Il a prêté sa voix à plusieurs spectacles. Il est la voix de Chomper dans la série télévisée The Land Before Time basée sur la série de films du même nom. Il fournit également la voix de Roo sur My Friends Tigger & Pooh (succédant à Jimmy Bennett) et joue World, l'ami imaginaire dans un coffre à jouets de l'épisode spécial Destination: Imagination (en) de Foster, la maison des amis imaginaires.
En 2010, il apparaît dans la série Parenthood dans le rôle de Max Braverman, un enfant atteint du syndrome d'Asperger aux côtés de Peter Krause, Lauren Graham, Dax Shepard, Mae Whitman et Miles Heizer. Pour ce rôle, d'après le producteur exécutif Jason Katims, le consultant Wayne Tashjian, psychologue du comportement, a examiné le scénario et a rencontré Max Burkholder et sa mère, à propos des scènes impliquant le personnage de Max. Ensuite, Max Burkholder et sa mère ont joué les scènes par eux-mêmes. Pour les scènes spéciales, l’émission a fait appel à un deuxième consultant.
Il joue Max dans École paternelle et apparaît dans Friends with Money. En 2013, il interprète le rôle du fils de James Sandin dans le film d'horreur The Purge.
En 2020, il prête sa voix dans la série animée Invincible de Robert Kirkman disponible sur Amazon, basé sur la bande dessinée du même nom aux côtés de Sandra Oh et Mae Whitman, sa co-star dans Parenthood,.

## Filmographie
| Année | Titre                                                     | Rôle                        | Notes                          |
| ----- | --------------------------------------------------------- | --------------------------- | ------------------------------ |
| 2003  | École paternelle                                          | Max Ryerson                 | Débuts au cinéma               |
| 2005  | Love for Rent                                             | Max                         |                                |
| 2006  | Friends with Money                                        | Max                         |                                |
| 2006  | The Ant Bully                                             | Blue Teammate #6            | Voix seulement                 |
| 2007  | My Friends Tigger & Pooh: Super Sleuth Christmas Movie    | Roo                         | Voix seulement Direct-to-video |
| 2008  | The Journal                                               | 10 Year Old Alex            | Court-métrage                  |
| 2008  | Fly Me to the Moon                                        | Mom's Maggot                | Voix seulement                 |
| 2009  | My Friends Tigger & Pooh: Tigger & Pooh And A Musical Too | Roo                         | Voix seulement Direct-to-video |
| 2010  | The Rainbow Tribe                                         | Boo                         |                                |
| 2013  | The Purge                                                 | Charlie Sandin              |                                |
| 2018  | The First Purge                                           | Charlie Sandin (flashbacks) |                                |
| 2019  | Benjamin                                                  | Benjamin (rôle titre)       |                                |

| Année     | Titre                                                        | Rôle                                       | Notes                                                       |
| --------- | ------------------------------------------------------------ | ------------------------------------------ | ----------------------------------------------------------- |
| 2004      | Commando Nanny                                               | Seth Winter                                | Sans air Programme télévision                               |
| 2005      | The O.C.                                                     | Kid in Airport                             | Épisode: Les femmes des jours de pluie                      |
| 2005      | Fathers and Sons                                             | Nick at 5                                  | Film de télévision                                          |
| 2005–2017 | Family Guy                                                   | Diverses voix                              | 21 épisodes                                                 |
| 2006      | Crumbs                                                       | Young Mitch Crumb                          | 2 épisodes                                                  |
| 2006      | CSI: NY                                                      | Sam                                        | Épisode : Necrophilia Americana                             |
| 2006      | The Suite Life of Zack & Cody                                | Billy                                      | Épisode: Books and Birdhouses                               |
| 2006      | CSI: Miami                                                   | Tyler Lamar                                | Épisode : Death Pool 100                                    |
| 2007      | Random! Cartoons                                             | Samsquatch (voix)                          | Épisode: Samsquatch                                         |
| 2007      | Lipshitz Saves the World                                     | Young Adam Lipshitz                        |                                                             |
| 2007      | Panic Button                                                 | Sam Alden                                  | Film de télévision initialement publié comme point d'entrée |
| 2007–2008 | The Land Before Time                                         | Chomper (voix)                             | 26 épisodes                                                 |
| 2007–2009 | My Friends Tigger & Pooh                                     | Roo (voix)                                 | 25 épisodes                                                 |
| 2007–2009 | Brothers & Sisters                                           | Jack McCallister                           | 4 épisodes                                                  |
| 2007–2016 | American Dad!                                                | Kid Doctor Little Boy Justin Bieber (voix) | 3 épisodes                                                  |
| 2008      | The Spectacular Spider-Man                                   | Billy Connors (voix)                       | Épisode: Sélection naturelle                                |
| 2008      | Grey's Anatomy                                               | Duncan Pailey                              | Épisode: Brave New World                                    |
| 2008      | Foster's Home for Imaginary Friends: Destination Imagination | World (voix)                               | Téléfilm                                                    |
| 2008–2009 | In Treatment                                                 | Max Weston                                 | 2 épisodes                                                  |
| 2009      | Private Practice                                             | Ben King                                   | 2 épisodes                                                  |
| 2009      | The Cleveland Show                                           | Kid (voice)                                | Épisode: Celui des amis                                     |
| 2009      | Children of the Corn                                         | Additional voices                          | Télévision film                                             |
| 2010–2015 | Parenthood                                                   | Max Braverman                              | Rôle principal, 103 épisodes                                |
| 2017      | The Orville                                                  | Tomilin                                    | Épisode: Des étoiles devraient apparaître                   |
| 2020      | Invincible                                                   | Matt (voix)                                | 2 épisodes                                                  |

## Distinctions
| Année | Prix                | Catégorie                                                                                        | Résultat   | Travail        |
| ----- | ------------------- | ------------------------------------------------------------------------------------------------ | ---------- | -------------- |
| 2004  | Young Artist Awards | Meilleur groupe dans un film                                                                     | Nomination | Daddy Day Care |
| 2012  | Young Artist Awards | Meilleur second rôle masculin dans une série télévisée                                           | Nomination | Parenthood     |
| 2014  | Young Artist Awards | Meilleur casting dans une série télévisée avec Savannah Paige Rae, Tyree Brown et Xolo Maridueña | Lauréat    | Parenthood     |
| 2014  | Young Artist Awards | Meilleur second rôle masculin dans une série télévisée                                           | Lauréat    | Parenthood     |
| 2015  | Young Artist Awards | Meilleur acteur dans une série télévisée                                                         | Nomination | Parenthood     |